# Восточный Тимор на Паралимпийских играх
Восточный Тимор на Паралимпийских играх впервые принял участие в 2008 году на летних Играх в Пекине. На зимних Играх Восточный Тимор участия пока не принимал. Медалей на Играх спортсмены Восточного Тимора пока не завоевали.